# フランシスコ・カンポス
フランシスコ・カンポス・マチャド（Francisco Campos Machado、1972年8月12日 - ）はメキシコ合衆国ソノラ州出身の元プロ野球選手（投手）。右投右打。

## 来歴
1991年にヒューストン・アストロズに捕手として入団しプロ入り。
1993年にメキシカンリーグ（LMB）のカンペチェ・パイレーツに移籍するも野手としては芽が出ず、1995年に投手に転向。
1996年から先発投手として定着し、2000年と2001年は連続して二ケタ勝利を挙げた。また、メキシカンリーグと並行して、1999年には台湾プロ野球で、2002年から2004年まではマイナーリーグ（AAA級）でもプレーした。
また2002年は当初、韓国プロ野球のハンファ・イーグルスと契約したが、ミルウォーキー・ブルワーズとの二重契約問題が発覚し、来韓しないまま契約解除となった。
春から秋にかけてはメキシカンリーグ、冬はリーガ・メヒカーナ・デル・パシフィコ（LMP）でプレーし、47歳シーズンとなる2019年まで第一線で現役を続けた。
また2006年と2009年のワールド・ベースボール・クラシックにメキシコ代表として出場している。
LMBとLMPの両リーグで投手三冠を獲得した唯一の投手であり、現役最終年となる2019年7月2日にはメキシカンリーグ通算200勝を達成している。通算奪三振はリーグ4位となる2,181。
スペイン語で三振を意味する「ポンチェ」（Pancho Ponches）の愛称で呼ばれた、メキシコを代表する本格派投手であった。
2020年に古巣カンペチェ・パイレーツの監督に就任したが、2020年は新型コロナウイルスの感染拡大によりリーグが開催されなかったため、2021年から公式戦の指揮を執る。